# HMS Obdurate (G39)
Lo HMS Obdurate (pennant number G39) fu un cacciatorpediniere della Royal Navy britannica appartenente alla classe O, entrato in servizio nel settembre 1942.
Attivo durante la seconda guerra mondiale, operò quasi esclusivamente in ruoli di scorta ai convogli navali lungo la "rotta artica" e l'oceano Atlantico settentrionale, prendendo parte anche alla battaglia del mare di Barents. Dopo la guerra operò in ruoli secondari fino alla radiazione nel 1957, venendo infine avviato alla demolizione nel 1964.

## Storia
Ordinata il 3 settembre 1939 ai cantieri della William Denny and Brothers di Dumbarton in Scozia, la nave fu impostata il 25 aprile 1940 e quindi varata il 19 febbraio 1942 con il nome di Obdurate ("ostruito" in lingua inglese), seconda unità della Royal Navy a portare questo nominativo. La nave entrò ufficialmente in servizio il 3 settembre 1942, raggiungendo la base di Scapa Flow per entrare in forza alla Home Fleet; il cacciatorpediniere fu immediatamente assegnato alle operazioni di scorta lungo la "rotta artica" che univa il Regno Unito al nord dell'Unione Sovietica: il 13 settembre salpò da Scapa Flow con l'incrociatore HMS Argonaut e il cacciatorpediniere HMS Intrepid per recapitare ad Arcangelo un carico di rifornimenti medici, rientrando quindi a Scapa Flow il 28 settembre recando a bordo personale della Royal Air Force di ritorno in patria.
Tra il 14 e il 20 novembre l'Obdurate partecipò a una missione di rifornimento della guarnigione alleata di Spitsbergen (operazione Gearbox), mentre il 25 dicembre seguente si unì con altre unità alla scorta del convoglio JW51B diretto da Loch Ewe a Murmansk; l'attacco al convoglio da parte di una formazione di navi da guerra tedesche nelle acque a sud dell'Isola degli Orsi portò, il successivo 31 dicembre, alla battaglia del mare di Barents: nel corso dello scontro, conclusosi infine con una vittoria delle forze britanniche, l'Obdurate battagliò con le unità nemiche e fu leggermente danneggiato dopo essere stato raggiunto da schegge di colpi di grosso calibro caduti nelle vicinanze dello scafo. Dopo l'arrivo a Murmansk il 1º gennaio 1943, il cacciatorpediniere rientrò quindi a Scapa Flow il 15 gennaio on a bordo i feriti riportati dai britannici nella battaglia. Dopo la scorta ad altri due convogli artici tra febbraio e marzo 1943, l'Obdurate condusse un ciclo di lavori di manutenzione a Rosyth al termine del quale, il 24 aprile, fu aggregato al 5th Support Group per operare nella scorta dei convogli mercantili nel teatro bellico dell'oceano Atlantico settentrionale; tra le operazioni svolte in questo periodo, il cacciatorpediniere scortò in agosto la portaerei HMS Indomitable diretta ai cantieri di Norfolk negli Stati Uniti d'America per riparare i gravi danni subiti durante le operazioni nel mar Mediterraneo, mentre in settembre fece parte della scorta dell'incrociatore da battaglia HMS Renown, di rientro in patria da Halifax con a bordo il primo ministro Winston Churchill reduce dalla prima conferenza di Québec con il presidente statunitense.
L'Obdurate tornò alla scorta dei convogli artici alla fine di novembre 1943. Il 14 gennaio 1944 si unì alla scorta del convoglio JW56A, diretto in Russia dall'Islanda attraverso pessime condizioni meteo: il 25 gennaio attaccò senza successo con bombe di profondità il sommergibile tedesco U-350, appena reduce dal siluramento del mercantile britannico Fort Bellingham; due ore più tardi, l'Obdurate ottenne un contatto radar sul sommergibile tedesco U-360 che navigava in superficie, ma prima che potesse portargli un attacco fu colpito in pieno da un siluro a guida acustica lanciato dal battello tedesco. L'ordigno, forse esploso prematuramente, mise fuori uso uno degli alberi motore e causò gravi danni strutturali e allagamenti interni, ma l'intervento delle squadre di controllo danni evitò il rischio di un affondamento e il cacciatorpediniere poté riunirsi al convoglio navigando con una sola elica, arrivando quindi a Murmansk il 27 gennaio seguente. Dopo alcune riparazioni di emergenza nel porto russo, l'Obdurate salpò l'11 febbraio per raggiungere Scapa Flow il successivo 16 febbraio; trasferito nei cantieri navali di Tyne il 19 febbraio, rientrò in servizio solo nel marzo 1945 dopo estesi lavori di riparazione che comportarono, tra le altre cose, la sostituzione dell'intero apparato motore. Il cacciatorpediniere tornò a scortare un convoglio diretto in Unione Sovietica tra il 12 e il 30 maggio, quando le ostilità con la Germania nazista erano ormai terminate; il 5 giugno scortò a Oslo l'incrociatore HMS Norfolk con a bordo il re Haakon VII di Norvegia e la famiglia reale, in rientro in patria dopo la conclusione dell'occupazione tedesca, mentre in luglio fece parte della scorta dell'incrociatore USS Philadelphia con a bordo il presidente Harry Truman diretto alla conferenza di Potsdam.
Dopo la fine della seconda guerra mondiale l'Obdurate fu dislocato a Portsmouth e impiegato per l'addestramento al lancio dei siluri; passato in riserva nel febbraio 1948, fu revisionato nel 1949 e poi ancora nel 1952 nei cantieri di Birkenhead prima di tornare in servizio attivo il 21 luglio 1953 con la flottiglia di Chatham. La proposta di prolungarne la vita operativa trasformandolo in fregata non fu poi finalizzata, e la nave fu radiata dal servizio attivo nel 1957; lo scafo, impiegato per prove di distruzione a Rosyth, fu infine venduto per la demolizione alla British Iron & Steel Corporation e trasferito il 30 novembre 1964 a Inverkeithing per lo smantellamento.